# Камдън (окръг, Ню Джърси)
Вижте пояснителната страница за други значения на Камдън.
Окръг Камдън (на английски: Camden County) е окръг в щата Ню Джърси, Съединени американски щати. Площта му е 591 km², а населението – 523 485 души (1 април 2020). Административен център е град Камдън.